# Калмантай
Калмантай — река в России, левый приток Алая. Берёт начало в Павловском районе на юге Ульяновской области и далее течёт по Вольскому и Балтайскому районам Саратовской области. Впадает в Алай на 31 км от устья. Длина реки составляет 43,5 км. Площадь бассейна — 628 км². Высота устья — 72,7 м над уровнем моря. Основной приток — Ерыкла.

## Данные водного реестра
В государственном водном реестре России Калмантай считается притоком Донгуза.
По данным государственного водного реестра России относится к Нижневолжскому бассейновому округу, водохозяйственный участок реки — Терешка от истока и до устья. Речной бассейн реки — Волга от верховий Куйбышевского вдхр. до впадения в Каспий.
Код объекта в государственном водном реестре — 11010001912112100010561.